# Teoria da história

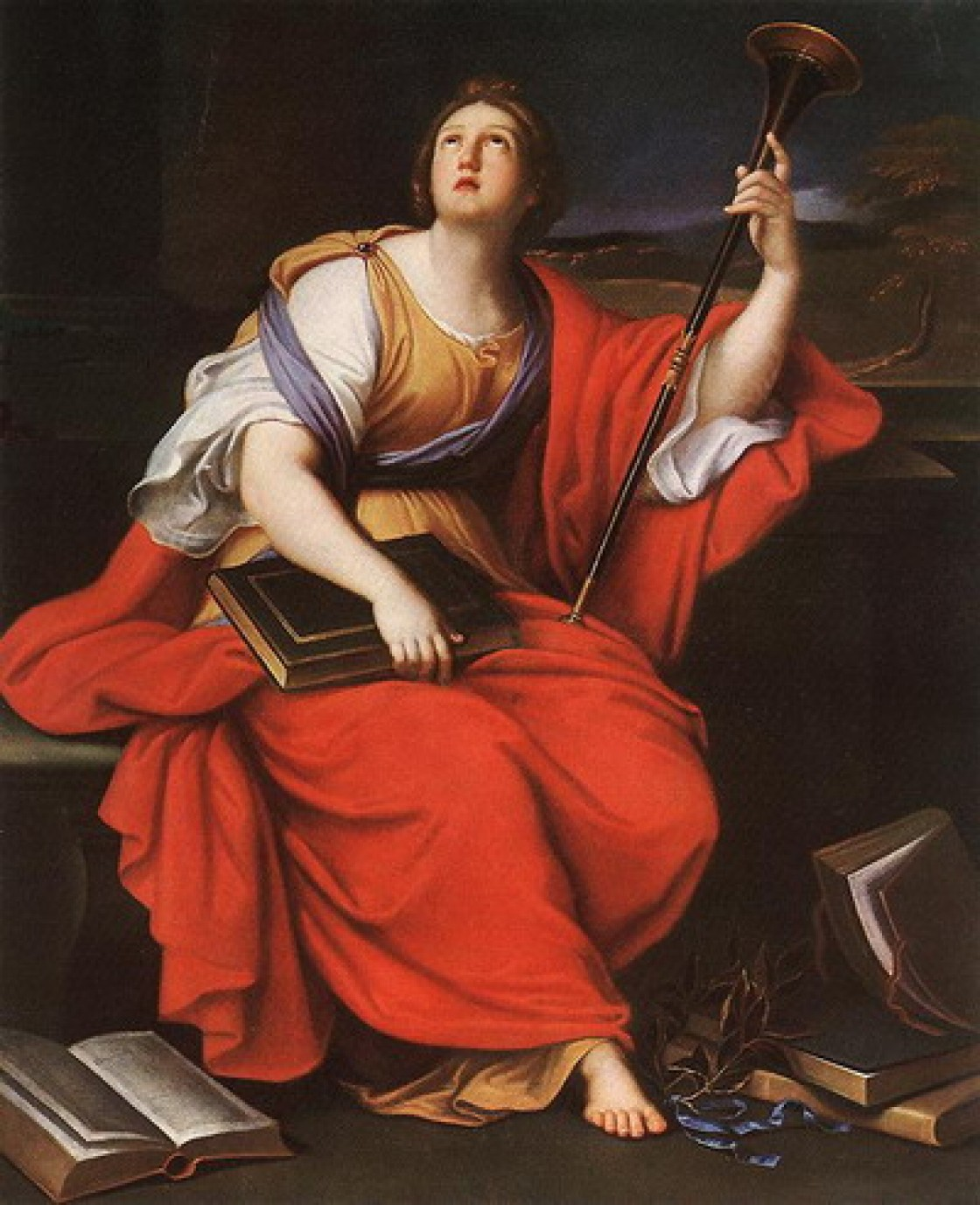
Clio (1689) de Pierre Mignard, representação da musa da história. Óleo sobre tela, Museu de Belas Artes de Budapeste.

A Teoria da história é um campo interdisciplinar de estudos ligado à história, que também se relaciona com as ciências sociais, os estudos culturais, à teoria literária e à filosofia. O termo "teoria da história" é polissêmico e há muitas maneiras de interpretar e utilizar esse campo de estudos. Para o historiador alemão Jörn Rüsen, a teoria da história é uma matriz disciplinar, ou seja, tem como função organizar e expor os elementos determinantes da historiografia como disciplina orientada e como ciência. Além de orientar a matriz disciplinar, também se relaciona com a vida prática:
1. explicando a relação entre ciência histórica e vida prática, até que ponto essa área do conhecimento depende de seu contexto;
2. esclarece a necessidade e a possibilidade de reescrita da história, ligada à sua capacidade de acompanhar as mudanças da humanidade no tempo e no espaço.[3]

Para José D'Assunção Barros, a Teoria da História é um campo de estudos em que historiadores podem discutir a respeito das visões sobre a história, desse modo, ela abarcaria todas as teorias da história, como a Micro-história de Carlo Ginzburg e a Nova História cultural de Peter Burke. Ela está ligada à razão e à metodologia, por mais que também deva ser diferenciada dessa última, já que a teoria é um modo de ver, e a metodologia um modo de fazer.. De modo geral, pode-se dividir a Teoria da História em três compreensões diferentes do termo, sendo: 
1. uma teoria do conhecimento produzida por historiadores;
2. pensada como uma Filosofia da história;
3. uma teoria pontual da história.[5]

## Teoria da história como teoria do conhecimento
Um dos modos de se entender a teoria da história é como um campo que reflete sobre o conhecimento histórico, ou seja, como os historiadores investigam, escrevem e divulgam a História. Michel de Certeau, por exemplo, é um dos historiadores que pesquisa sobre o ofício da historiografia. Para entender sua concepção teórica do fazer história, um dos conceitos fundamentais é o de lugar social, que é caracterizado por relacionar o historiador com sua posição institucional e sua relação com a sociedade. A prática é a parte técnica do fazer história, quando o historiador transformam os documentos em algo com significado. A escrita é a concretização da pesquisa histórica, que também da sentido à narrativa histórica. Segundo Certeau, em conjunto, essas três partes formam a operação historiográfica.

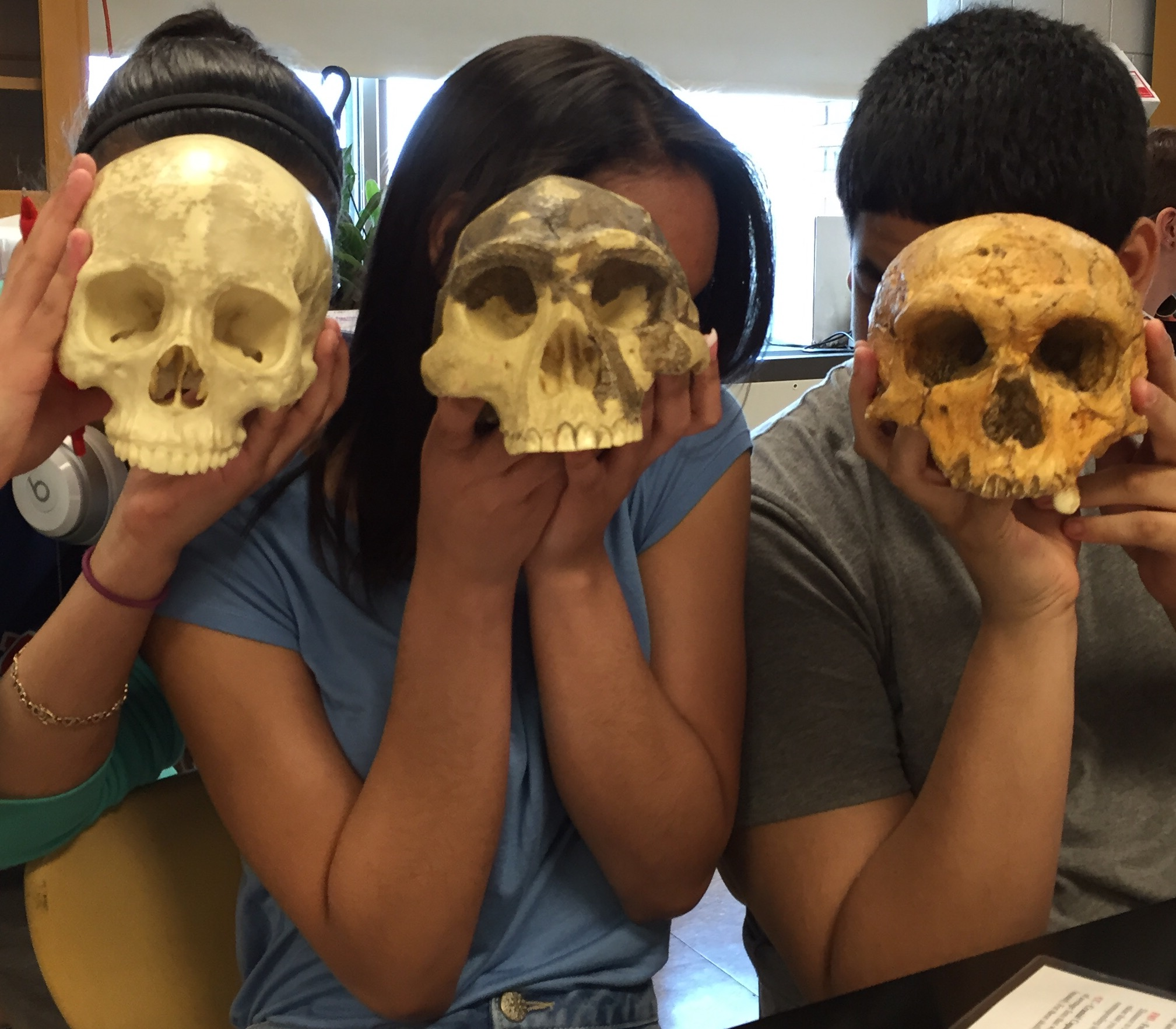
Para Jörn Rüsen, o pensamento histórico é a necessidade da humanidade de se localizar no tempo. A história nasce junto dessa carência.
Estudantes na aula de biologia, Binghamton NY, EUA, 2015.

A teoria da história, para Rüsen, tem a função de organizar e estudar os componentes da história como ciência. A teoria da história possuiria ligação tanto com a ciência histórica, quanto com a vida prática, e dentro dessas esferas comportam-se cinco fatores complementares. Para a vida prática: interesses e funções. Para a ciência especializada: ideias, métodos e formas. Todos esses fatores coexistem na historiografia.  A primeira dimensão da história são os interesses, que vem de uma necessidade das pessoas de se localizar no tempo na vida cotidiana. A segunda orientação, seria a organização dessa relação com o tempo que foi despertada pelo interesse, a qual chamamos de ideias; é nesse estágio que o passado aparece como história, já que as ideias podem formar modelos de interpretação. O terceiro ponto são os métodos da pesquisa, que permitem que a investigação da história com fundamentos e regras metódicas. A quarta dimensão são as formas de apresentação, que correspondem à estética e à retórica na história, é a parte em que se constrói uma narrativa a partir do que foi encontrado na pesquisa. O quinto fator são as funções, como orientação existencial, que permitem corresponder às expectativas da primeira dimensão e também justificar a necessidade da história no cotidiano. Todos esses fatores são dinâmicos, se complementam, e se renovam.
O teórico Herman Paul também é um exemplo de como pensar a teoria da história como teoria do conhecimento. Paul opta por chamar a teoria da história de teoria histórica a fim de resolver a possível ambiguidade que o termo "história" traz. A teoria histórica teria a função de de examinar o que o pensamento e o conhecimento histórico é. De forma semelhante ao Rüsen, e concordando com o autor, Paul também define o que seriam as dimensões do pensar historicamente: epistêmica, moral, política, estética e material.

## Teoria da história e filosofia da história
Teoria da história e Filosofia da história possuem várias questões em comum, como a própria natureza da história e seu processo de escrita. Para alguns autores, como José d'Assunção Barros, apesar das continuidades entre os campos, é imprescindível que seja estabelecida uma diferença entre ambas as áreas. No caso do autor, essa diferença se daria porque as teorias da histórias refletem sobre as vias que tornam o conhecimento histórico possível, especialmente aquele relacionado às pretensões científicas, como o método. Já as filosofias da história estariam mais preocupadas com a história enquanto processo, buscando decifrar o sentido por trás do desenvolvimento da humanidade. Assim, para Barros, pensar filosoficamente sobre a história é diferente de pensar teoricamente sobre a história. O autor ainda ressalta que há algumas filosofias da história que se propõe a pensar teoricamente sobre a história, como é o caso de Paul Ricoeur.
Agnes Heller também fala sobre a relação entre filosofia da história e teoria da história. Para a autora, mesmo as contribuições positivas da filosofia da história, são substituíveis pela teoria da história, como a busca pelo sentido da existência histórica. Para Herman Paul, essa recusa à filosofia da história é exposta no cerne da tradicional divisão entre filosofia especulativa da história e filosofia analítica da história, a primeira dizendo respeito ao estudo filosófico da história enquanto processo, e a segunda da história enquanto área do conhecimento, sendo essa última a versão aceita da filosofia da história. Entretanto, para o autor, após as contribuições do Meta-história (1973) de Hayden White, essa divisão é colocada em dúvida. Paul sugere que, para superar esse problema, adote-se o termo teoria histórica, que comporte os diferentes modos de se pensar teoricamente a história, incluindo filósofos, teóricos e historiadores.
Nancy Partner tenta solucionar essa relação entre teoria e filosofia através da própria ambiguidade do termo história, sendo a teoria responsável pela história enquanto conhecimento, e a filosofia responsável pela história enquanto o curso da humanidade no tempo e no espaço. Em Os teóricos da história tem uma teoria da história? (2019), Zoltán Boldizsár Simon alega que tanto a posição de Paul, quanto a de Partner, tem como princípio a negociação do conceito de "história", "teoria" e "filosofia", que pode trazer muitas dúvidas justamente pelo histórico que as palavras e divisões contém. Simon prefere chamar o campo de estudos de teoria e filosofia da história por julgar que assim há mais inclusão das áreas.

## Teorias pontuais da história
Por teorias pontuais da história entende-se uma forma de ver e interpretar um fenômeno específico da história. Ela pode se sustentar a partir de conceitos e categorias e também ser um instrumento para o trabalho do historiador. Carlo Ginzburg, historiador italiano, concebeu a ideia de circularidade cultural, que questiona a divisão entre cultura erudita e cultura popular. A teoria de Ginzburg alega que tanto a elite, quanto a população de estrato mais baixo, acessava a cultura de outros extratos sociais e refazia conforme suas condições.
Reinhart Koselleck, pensando na relação que os indivíduos tem com o tempo, criou as categorias de espaço de experiência e horizonte de expectativa. A primeira categoria diz respeito ao modo como o ser humano se relaciona com o passado, que é mantido por uma série de valores, práticas, costumes e ideias, é um presente que dá outros significados ao passado. A segunda categoria é uma ideia de futuro possível, seja ela agradável ou não, que também se relaciona com o presente. Esses campos não são opostos, eles se retroalimentam no presente.
Também podemos citar o exemplo de Michel Foucault, com a sua teoria de microfísica do poder, que consiste em ver o poder não como um contrato de opressão onde uma das partes detém o poder, para Foucault, o poder é exercido, só exige enquanto ação. Dessa forma, o poder não existe enquanto uma instituição jurídica ou econômica, mas sim enquanto configuração social, modos de se relacionar.

## Diferença entre teoria da história, metodologia e historiografia
Apesar da teoria da história se relacionar constantemente com essas áreas, elas não são a mesma coisa. A metodologia da história, ou metodologia histórica, pode ser definida por modos e práticas de como submeter o documento histórico à analise e à crítica. Em contrapartida da teoria da história, a metodologia indica como acessar o conhecimento histórico, enquanto a teoria da história analisa o que é esse conhecimento histórico. Ou também, a metodologia é um modo de fazer a história, e a teoria um modo de ver a história.

### Livros
- Assis, Arthur (2010). A teoria da história de Jörn Rüsen: uma introdução. Goiânia: Editora UFG. ISBN 978-85-7274-312-9
- Barros, José D'Assunção (2011). Teoria da História - Volume I. Petrópolis: Editora Vozes. ISBN 978-85-326-2465-9
- Burke, Peter (1990). A escola dos Annales (1929-1989). São Paulo: Editora UNESP. ISBN 85-7139-013-4
- Rusen, Jorn (2011). Razão histórica. Brasília: Editora UNB
- Funari, Pedro; Silva, Glaydson José (2008). Teoria da História. São Paulo: Editora brasiliense. ISBN 978-85-11-00146-0
- Heller, Agnes (1993). Uma teoria da história. Rio de Janeiro: Civilização brasileira. ISBN 85-200-0120-3
- Paul, Herman (2015). Key Issues in Historical Theory (em inglês). New York: Routledge. ISBN 978-1-315-72060-9
- Simon, Zoltán (2019). Os teóricos da história tem uma teoria da história? (PDF). Traduzido por Avila, Arthur Lima de. Vitória: Editora Milfontes. 55 páginas. ISBN :978-85-94353-70-2

### Artigos científicos
- Mello, Ricardo Marques de (2012). «O que é Teoria da História? Três significados possíveis». Uberlândia. Revista História & Perspectivas. 25 (26). 35 páginas